# Qordaj
Qordaj (kazakiska: Қордай), till 1995 ryska: Георгиевка: Georgijevka) är en ort i Kazakstan. Den ligger i oblystet Zjambyl, i den sydöstra delen av landet, 900 km söder om huvudstaden Astana. Qordaj ligger 624 meter över havet och antalet invånare är 9 821. Huvudort för distriktet Qordaj.
Terrängen runt Qordaj är platt. Runt Qordaj är det ganska tätbefolkat, med 111 invånare per kvadratkilometer. Det finns inga andra samhällen i närheten. Trakten runt Qordaj består till största delen av jordbruksmark.